# Марија Трмчић
Марија Трмчић (Титово Ужице, 20. октобар 1986) је српска Алпска скијашица. Чланица је клуба Ски арт из Ужица. Од првих корака у скијашком спорту до данас тренер јој је отац.
Такмичи се искључиво у слалому и велеслалому и углавном на националним првенствима, ниже рангираним ФИС тркама и студенстким такмичењима. Прво значајније такмичење било је Светско првенство у алпском скијању за јуниоре 2004. године у Марибора. Учествовала је у три дисциплине, али у ниједој није остваила пласман.
У такмичењу за Светски куп учествовала само два пута у сезони 2007/08. у Марибору и Шпиндлерув Млину
Два пута је била и на Светским првенствима 2007. у Ореу и 2009. у Вал д'Изеру
На Зимским олимпијским играма учествовала је у репрезентацијама две земље Србије и Црне Горе у Торину 2006. и Србије у у Ванкуверу 2010.. У Торину је остварила свој највећи међународни успех када је у слалому освојила 46. место.
Марија Трмчић је висока 1,73 м, а тешка 64 кг.